# Tapejara wellnhoferi
A Tapejara wellnhoferi a hüllők (Reptilia) osztályának pteroszauruszok (Pterosauria) rendjébe, ezen belül a Pterodactyloidea alrendjébe és a Tapejaridae családjába tartozó faj.
Nemének az egyetlen faja.
Az állat neve magyarul: „Az Öreg Lény”. A Tapejara név a brazíliai Tupi indiánok mitológiájából származik, míg fajnevét, azaz a másodikat a wellnhoferi-t, Peter Wellnhofer német paleontológusról kapta.

## Tudnivalók
A Tapejara wellnhoferi körülbelül 108 millió évvel ezelőtt élt, a kora kréta korszakban.
A Tapejara nemhez eleinte három fajt soroltak, de az újabb tanulmányozások után két ide sorolt fajt két másik nembe helyeztek át (Tupandactylus és Ingridia). A nemben megmaradt faj a Tapejara wellnhoferi.
Ez a pteroszaurusz a halászathoz alkalmazkodott testalkatú repülő hüllő. Az első pteroszauruszok – mint például a Peteinosaurus zambellii – már a triászban jól tudtak repülni. Sok őslénykutató szerint a pteroszauruszok közeli rokonai a dinoszauruszoknak, de még nem találtak egy köztes formát sem, amely bebizonyítaná ezt a feltevést.
A Tapejara egy tipikus késői jellegű pterosaurus faj volt, erre utal rövid farka is. Az állkapcsának a vége lehajolt, mint sok madár csőre. A fején egy szembetűnő, egy méter magas taréj ült. Lehetséges, hogy ezt a taréjt az udvarlás közben vetette be, mint ahogy a mai pávák teszik a farktollaikkal.
Az állat szárnyfesztávolsága 3,5 méter volt.
A Tapejara wellnhoferi tápláléka halakból és dögökből állhatott.

## Lelőhelyek
A maradványait Északkelet-Brazíliában találtak meg.

## Fordítás
Ez a szócikk részben vagy egészben  a   Tapejara (pterosaur) című angol Wikipédia-szócikk ezen változatának fordításán alapul.  Az eredeti cikk szerkesztőit annak laptörténete sorolja fel. Ez a jelzés csupán a megfogalmazás eredetét és a szerzői jogokat jelzi, nem szolgál a cikkben szereplő információk forrásmegjelöléseként.